# Inženýrství

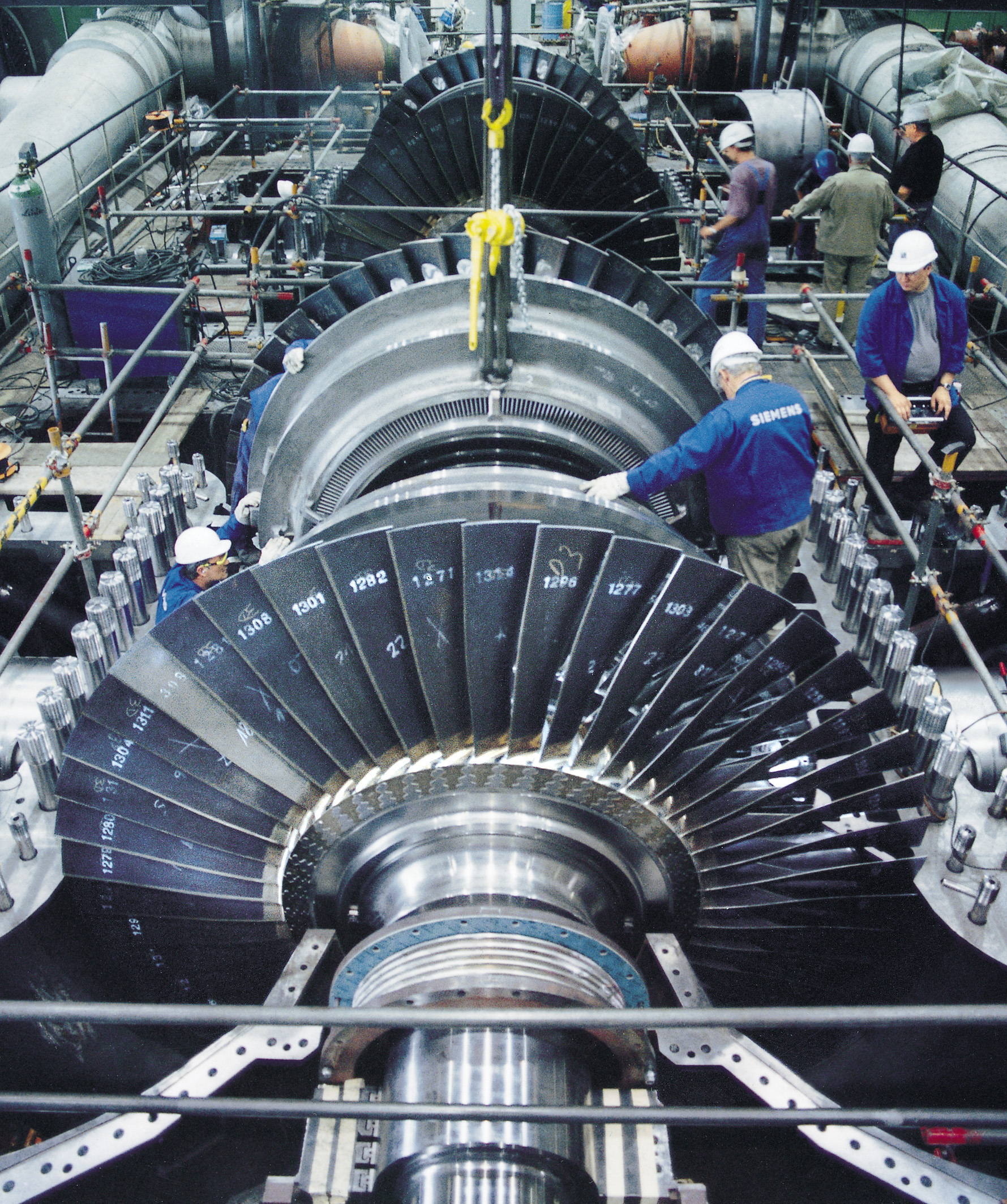
Sestavování rotoru parní turbíny, kterou v roce 2005 vyrobila společnost Siemens, Německo. Návrh rotoru, statoru a lopatek turbíny musí být pečlivě optimalizován a vyžaduje spolupráci inženýrů z mnoha oborů, protože systém zahrnuje mechanické, elektromagnetické a chemické procesy.

Inženýrství je technická disciplína, která aplikuje technické a vědecké poznatky, využívá zákonů přírody a přírodních i lidských prostředků k vytváření materiálů, staveb, strojů, zařízení, systémů a procesů, které splňují bezpečnostní i funkční kritéria s ohledem na ekonomiku, společnost a životní prostředí.
Člověk provádějící inženýrství se nazývá inženýr, přičemž se po něm obvykle požaduje doklad způsobilosti k této činnosti, například inženýrský diplom. Inženýři pomocí představivosti, odhadu a uvažování využívají matematiku, přírodní vědy, techniku a praktické zkušenosti při návrhu, výrobě, zkoušení a provozu užitečných věcí a procesů. Inženýrství zahrnuje mnoho specializací, které se věnují problémům spojených s vývojem určitého druhu výrobku nebo s využíváním určité technologie.

## Dějiny

### Starověk

V době Římské říše byly postaveny mnohé dodnes obdivuhodné stavby, např. obrovské akvadukty, které zajišťovaly dodávku čerstvé vody do Říma a dalších měst z velké vzdálenosti. Na obrázku Pont du Gard v jižní Francii (délka 275 metrů, výška 49 metrů).

Inženýrství existuje již od antiky, kdy lidé vymysleli a zavedli do běžného života jednoduché nástroje jako kladku, páku, kolo, atd. Už v antickém světě najdeme záznamy o konstruování válečných strojů a zařízení. Už zde se tedy naplno rozmohlo válečné řemeslo, kdy v dílnách inženýrů mechaniků začaly vznikat katapulty a jiná další zařízení pro válečnou mašinérii.
Na druhé straně se lidé snažili i budovat a tvořit. S přispěním stavebních inženýrů vznikaly nové pracovní postupy, byly vypracovány metody pro těžbu, zpracování a přepravu surovin. Byly vytvořeny nové stroje, které usnadnily práci dělníkům. Zprvu to byly jednoduché stroje, které šetřily sílu i čas, později se však začaly vytvářet dokonalejší a složitější, které dokázaly pomáhat v budování monumentálních staveb. Akropolis a Pantheon v Řecku, Via Appia a Koloseum v Itálii, pyramidy v Egyptě a mnoho dalších architektonických skvostů, jež můžeme obdivovat i v současnosti, nám podává jasný důkaz o vynalézavosti a tvůrčí schopnosti antických inženýrů.
Není tedy divu, že na samotném úsvitu inženýrské činnosti byli konstruktéři rozdělováni do dvou skupin, stejně jako samotné inženýrství: civilní, v němž se budovaly mosty, silnice a další stavby a válečné, ve kterém se budovaly stroje pro zničení civilních výtvorů. Tyto profese se ale nevylučovaly a leckterý inženýr se mohl uplatnit v obou větvích. Nejtypičtějším příkladem může být Archimedes, který se nejprve proslavil v civilní sféře a poté ve chvíli potřeby i ve válečné.
První zástupce civilního inženýra bychom asi hledali ve starověkém Egyptě, kde budovali základ pyramid a faraonových paláců. Jsou také často označováni za první stavitele, kteří použili sloupky v architektuře. Dokladem o vysoké úrovni inženýrské činnosti v antické kultuře je mechanismus z Antikythéry, který je považován za nejstarší dochovaný mechanický „počítač“.

### Novověk

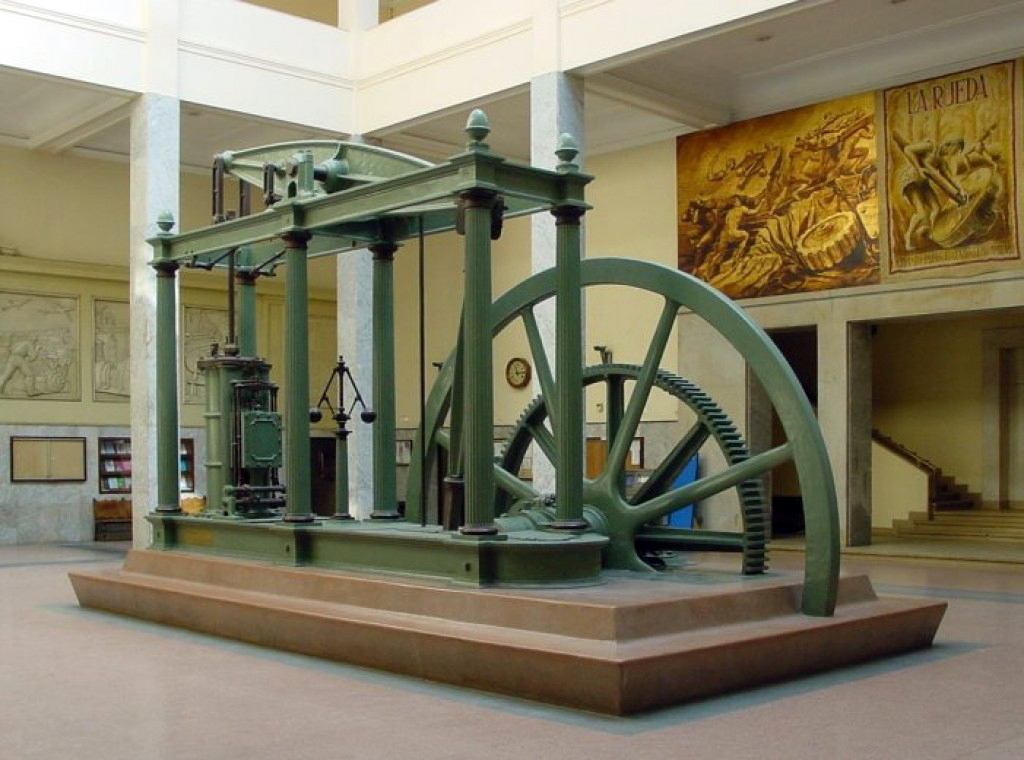
Parní stroj se stal symbolem průmyslové revoluce. Parní stroj z roku 1832 (firma D. Napier & Son, Londýn) je vystaven na technické univerzitě v Madridu.

V roce 1698 došlo k sestavení prvního parního stroje. Inženýrská profese dosáhla velkého významu a inženýr stoupal ve společenském žebříčku na ceně. Postupně se ale začal měnit způsob pohledu na inženýrskou profesi. Zatímco v minulosti byli inženýři spíše objeviteli, v době průmyslové revoluce se stávali posluchači a učedníky. Více než na objevování nových vynálezů se soustředili na zdokonalování těch současných, snažili se nabýt potřebné vědomosti, osvojit si nezbytné znalosti. Vytvářeli čím dál dokonalejší metody zpracování a postupy ve výrobě.
V této době také došlo k prvnímu systematickému technickému vyššímu vzdělávání. Nejprve pro účely válečné, ale brzy se začalo učit i civilně.
Století 18. a 19., označované též jako století páry, se nesla ve znamení přeměňování tepelné energie vodní páry v mechanickou. Objevy v oblasti elektřiny a magnetismu vedly k rozmachu elektrifikovaných zařízení a strojů.

### Moderní doba

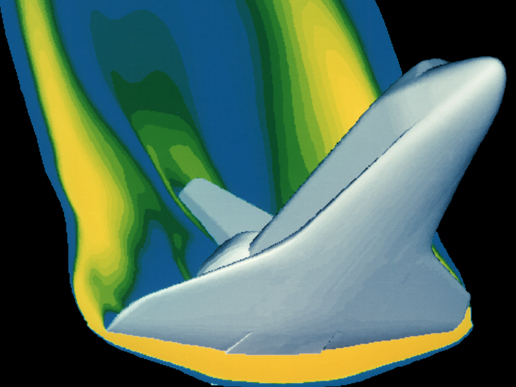
Počítače se nyní využívají ve všech odvětvích. Počítačová simulace obtékání vzduchu ve vysokých rychlostech kolem raketoplánu zčásti nahradily tradiční testování v aerodynamických tunelech.

Inženýr musel nalézt pracovní postupy, které by zefektivnily a zrychlily práci, aby uspokojil masovou poptávku po nových zařízeních. S rozvojem strojního průmyslu došlo ke zrychlení práce, zdokonalení výroby a produktů celkově. Nové technologické procedury však s sebou přinesly problémy spojené s provozem a nepřesností některých strojů. Začal být kladen větší nárok na přesnost a použitelnost výrobků sjíždějících z výrobních linek.
Jestli 19. století je označováno stoletím páry, to 20. a hlavně pak 21. jistě můžeme označit za století výpočetní a komunikační techniky. A právě s rozvojem programovatelných zařízení souvisí velký rozvoj softwarového a výpočetního inženýrství, které je v současnosti jedním z leaderů na poli inženýrství a průmyslu.
S nárůstem populace roste i výskyt nemocí, se kterými musíme bojovat prostřednictvím léků vytvořených farmaceuty, chemickými inženýry. Roste potřeba vytvářet recyklovatelné a k prostředí šetrné materiály pro výrobu. I zde je místo pro chemického inženýra. Jeho prací se stalo zdokonalování pěstování technických rostlin a zlepšování metod jejich zpracování a výroby pozdějších produktů.
Populace, rozšířena po celém světě, si začala uvědomovat potřebu dopravních prostředků, které by rychle a na velkou vzdálenost dokázaly přepravit cestující, náklad i informace. Inženýři se tedy začali zabývat „zkracováním“ vzdáleností, snažili se osedlat si rychlost a ovládnout tak čas. Tímto způsobem vzniklo nové odvětví – letecký průmysl. Lidé neustále touží po poznání. Jedním z klíčů pro otevření brány vesmíru je jistě i kosmonautické inženýrství. Inženýrství se přeneslo do všech oblastí lidské činnosti. Inženýr se stal nepostradatelnou součástí medicíny, stavebnictví, výzkumu i výroby.
Ale i ve dvacátém století se, podobně jako v antice, inženýři rozdělili do dvou skupin – na ty, kteří budují a na ty, kteří ničí. V první a druhé světové válce opět byly vyvinuty stroje, které by způsobily co největší destrukci.
V tomto století došlo k proniknutí inženýrů do všech oblastí lidského života. Inženýr se stal nepostradatelnou a základní jednotkou v rukou výzkumu a vědy. Stal se pojítkem mezi znalostmi a pracovní silou, stal se kontrolorem strojů, které sám vytvořil a zprovoznil, snažil se nasytit člověka prahnoucího po komfortu, poznání a rychlosti. Moderní inženýr se zkrátka snaží ovládnout čas a hmotu všemi prostředky nalezenými vědou a výzkumem.

## Hlavní inženýrská odvětví
Inženýrství je široká oblast, která se tradičně dělila na čtyři hlavní odvětví:
- chemické inženýrství (chemical engineering),
- stavební inženýrství (civil engineering),
- elektroinženýrství (electrical engineering),
- strojní inženýrství (mechanical engineering).

Dnes se k těmto tradičním odvětvím zpravidla přidává též bionženýrství (biological engineering). Často je nutná spolupráce mnoha technických a vědeckých odvětví, proto hovoříme také o interdisciplinárním inženýrství. Dochází také ke kombinaci tradičních odvětví a vzniku nových oborů.

## Další inženýrská odvětví
Rozvoj vědy a techniky vedl ke vzniku mnoha dalších odvětví inženýrství, proto následující stručný přehled zdaleka není úplný.
- letecké inženýrství (aerospace engineering),
- námořní inženýrství (marine engineering),
- inženýrská geologie (geology engineering),
- počítačové inženýrství (computer engineering) a softwarové inženýrství,
- materiálové inženýrství a mnohé další.